# 鄧公玄
鄧公玄（1901年—1977年2月17日），字太初，湖南省酃县（今湖南省炎陵县）人。中华民国政治人物。

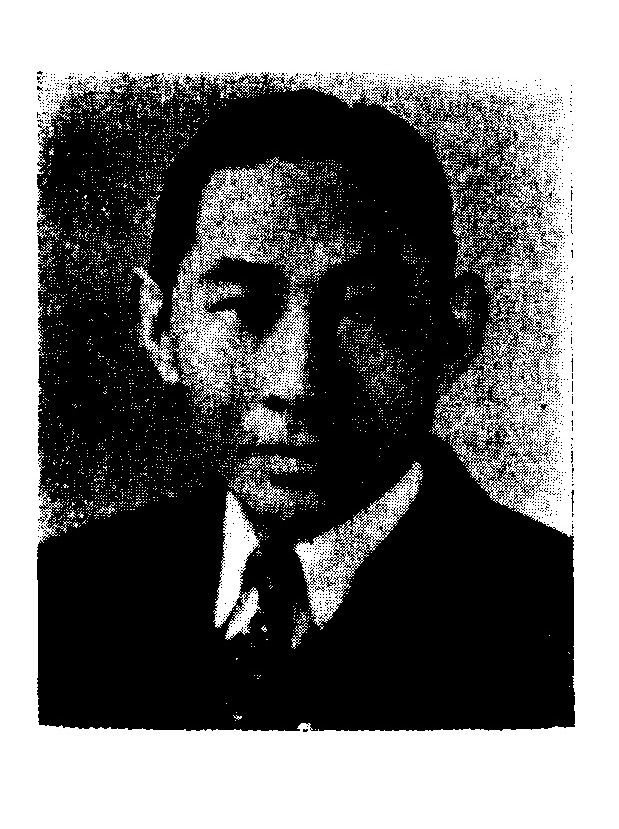

## 生平
1922年，鄧公玄毕业于国立东南大学。1926年，赴美国留学，兼任中国国民党美国总支部《少年报》总编。在美国，鄧公玄获得政治学硕士学位。归国后，1929年以后曾任上海国立交通大学训育主任。1929年7月，被孙科任命为国民政府铁道部秘书兼编译科科长。1931年赴广州任政务委员会专门委员，并为孙科办理秘书等工作。他还任广州中山大学教授。1933年，任立法院立法委员。后来，他历任国民政府军事委员会委员长桂林行营秘书长、重庆国民政府军事委员会军训部办公室主任、海外部主任秘书。1946年，任制宪国民大会代表。1948年，任立法院立法委员。
1949年，鄧公玄赴台湾，执业律师，兼任东吴大学教授，国防研究外交组副组长，《问题与研究》主编，中美文化经济协会经理事长。
1977年2月17日，鄧公玄病逝。

## 著作
- 《国际公法与国际关系》
- 《今日之欧洲》
- 《人生价值论》
- 《政治艺术论》[1]
- 《浮沤掠影》

## 荣誉
- 三等景星勋章（1946年1月1日批准[5]）